# El restaurante del fin del mundo
El restaurante del fin del mundo o El restaurante del fin del universo (The Restaurant at the End of the Universe en inglés) es una comedia de ciencia ficción escrita por Douglas Adams en 1980. Es la segunda entrega de la saga de la Guía del Autoestopista Galáctico, y este libro, al igual que el primero, está basado en la radiocomedia de la BBC escrita por el mismo autor.

## Argumento
Arthur Dent trata de adaptarse a los cambios que le ha dado la vida, tales como la destrucción de su planeta, las varias veces en las que estuvo en peligro de muerte y el hecho de que ahora estará vagando por la galaxia el resto de su vida. A bordo del Corazón de oro, Arthur tiene que aprender a vivir con su inusual tripulación conformada por el expresidente de la galaxia con dos cabezas, Zaphod Beeblebrox; un androide maníaco-depresivo, Marvin; Ford Prefect, empleado de la Guía del viajero intergaláctico, y Trillian, el segundo ser humano que sobrevivió a la demolición de la tierra.
Pero las cosas no van mejor en la aventura de Arthur, pues mientras la nave va rumbo al Restaurante del fin del mundo, una nave Vogona los ataca, y para empeorar la situación, Arthur ha dañado la nave mientras intentaba hacer té, dejándolos totalmente indefensos. En medio del pánico Zaphod propone hacer una sesión espiritista, con el fin de contactar con su bisabuelo Zaphod Beeblebrox Cuarto (El propio Zaphod es Zaphod Beeblebrox Primero, debido a un accidente con un contraconceptivo y a una máquina del tiempo) y una vez que lo logran, el bisabuelo de Zaphod empieza a discutir con este acerca de su pasado, recordándole que su objetivo principal cuando se hizo presidente era conocer a la verdadera persona que regía el universo. Finalmente los salva del ataque, lanzando la nave y a sus tripulantes a un lugar desconocido, a excepción de a Zaphod y Marvin, que desaparecieron.
Zaphod aparece misteriosamente en Osa menor beta, el lugar donde se encuentra el domicilio del libro más famoso de todos los tiempos: La guía del viajero intergaláctico. Zaphod, siguiendo sus instintos, se adentra en el edificio y pregunta por Zarniwoop, sujeto del cual nunca había oído hablar pero que sus cabezas le dicen que es importante y que debe hablar con él. Sin embargo, apenas se dirige a su oficina el edificio de la Guía se ve atacado por inmensos cruceros de batalla ranestelares que buscan a Zaphod para condenarlo. En su huida por los pasillos de la edificación, Zaphod se encuentra con Marvin y con un desconocido que lo ayuda, que luego se da a conocer como Roosta. Aunque no logran escapar del edificio, pues los cruceros lo desprenden de la superficie y se lo llevan, Roosta lo lleva al despacho de Zarniwoop y le dice que va de camino al Vórtice de la Perspectiva Total, una máquina que enloquece y mata a todo el que la usa, haciéndole ver lo insignificante que es con respecto al universo, ubicado en Ranestrella B.  Roosta también le comenta que le fue asignada una tarea por parte de Zarniwoop, la cual era decirle que al salir del edificio una vez dejado en Ranestrella B, saliera por la ventana y no por la puerta. Luego, Roosta se va, dejando a Zaphod solo con Marvin.
Obedeciendo el consejo de Roosta, Zaphod sale por la ventana y explora el nuevo mundo, totalmente desértico, y se encuentra con una criatura llamada Gargrabar, la cual le cuenta la historia de como Ranestrella B, un pacífico planeta, llegó a la decadencia debido a su falta de ingenio comercial, pues todos en el planeta vendían zapatos y nada más. También, Gargrabar lo introduce en el Vórtice, donde Zaphod, sorprendido, se da cuenta de que es el ser más importante del universo y como tal sobrevive. Gargrabar, asombrado, lo deja escapar, y Zaphod se pone a buscar una nave con la que pueda escapar, encontrando una nave turística que no ha despegado en novecientos años debido a que espera que lleguen unas servilletas de papel empapadas en limón, para comodidad de los pasajeros.
Uno de los hombres que hay en la nave habla con Zaphod y este descubre que ese hombre es Zarniwoop. Tras explicarle que estaban en una variación del universo, producida por un aparato de Zarniwoop que permitió a Zaphod salvarse del Vórtice, mostrándolo como lo más importante en todo el universo, Zarniwoop lo desactiva y le muestra que el corazón de oro estuvo siempre en su chaqueta, en tamaño reducido. Zarniwoop le dice que el también quiere encontrar al hombre que rige el universo, pero Zaphod desiste y huye al Corazón de oro, reuniéndose con sus amigos y pidiendo a la nave que los lleve al lugar más cercano donde comer. Poco después, en el puente de mando, Zarniwoop ve cómo los cuatro desaparecen de la nave.
Milliways, el restaurante del fin del mundo, está construido en una burbuja contra el tiempo justo en los últimos minutos de vida del universo mismo, dándole a sus clientes la oportunidad de ver una y otra vez la destrucción del universo. Está a su vez construido sobre los restos de un antiguo planeta, Ranestrella B. Aquí fue donde Arthur Dent y sus amigos terminaron después de la petición de Zaphod. En este lugar tan singular el grupo se reúne con viejas amistades, ve presentaciones asombrosas y se deleita con los manjares del restaurante, tales como una vaca inteligente criada y educada para ser comida (cosa que repugna a Arthur) y las bebidas alcohólicas, de las cuales Ford abusa notoriamente. Pero no se quedan para ver el gran acto, el fin del universo, pues se encuentran con Marvin, abandonado hacia millones de años por Zaphod en Ranestrella B, y que ahora trabaja como aparcacoches en el restaurante. Zaphod le describe a Arthur el fin del universo como un guirigay disparatado.
Un poco influenciados por el alcohol, Zaphod y Ford deciden robar una nave que les llama mucho la atención: propiedad de Zona catastrófica, el mejor grupo de música heavy de toda la galaxia, una nave muy hermosa, pintada de color negro brillante. Una vez dentro de la nave, todos se ven atrapados allí cuando esta es conducida por control remoto por el representante del grupo, Hotblack Desiato, y se dan cuenta de que la nave chocará contra el sol de Kakafrun en una de las funciones del grupo. Sin poder distinguir los mandos por su color, el grupo entra en pánico, pero halla una esperanza en un aparato de teletransporte, que sirve para viajar a través del tiempo y el espacio, pero que carece de mecanismo de control, de tal modo que podían terminar en cualquier tiempo y lugar del universo. Decidieron arriesgarse, pero como alguien debía quedarse a manejar los controles, la elección más lógica fue Marvin.
Zaphod y Trillian vuelven al Corazón de oro, con Zarniwoop a los controles, y van rumbo a un pequeño y oscuro planeta donde se encuentra el hombre que rige el universo. Una vez allí, se encuentran con la cabaña de un hombre solo y viejo, que elude las preguntas de Zarniwoop con respecto al universo y el papel que él desempeña, con facilidad. Aprovechando la frustración de Zarniwoop, Zaphod y Trillian vuelven al Corazón de oro y escapan, dejando a Zarniwoop atrás, en el planeta.
A su vez, Arthur Dent y Ford Prefect se transportan a una nave, donde son detenidos y llevados ante el capitán, un excéntrico amante de bañarse, quien les dice que son un crucero emigrante, proveniente de Golgafrincham. La Guía cuenta la historia de este pueblo, que cansado de su población, envió a todos los ciudadanos de puestos mediocres como limpiadores de teléfonos y estilistas a la deriva con rumbo a un planeta desconocido en el espacio gracias a una mentira; posteriormente todos los habitantes de Golgafrincham murieron por una infección de oído que se propagaba por los auriculares de los teléfonos.
El crucero inmigrante choca en un planeta y la mayoría de los pasajeros se salvan, asentándose en el planeta. A diferencia de los tripulantes de la nave, Arthur y Ford salen a vagar por el planeta, con la esperanza de encontrar señales en sus aparatos de comunicación para ser rescatados. En el camino se topan con los nativos, demasiado primitivos como para entenderse en su lenguaje incluso con el pez babel, y con paisajes espectaculares. Después de un tiempo de viaje Arthur y Ford descubren que ese planeta es la Tierra.
Después de volver y ver el estado de los golgafrinchanos, quienes después de meses y meses solo pasan el tiempo inventando reglas sociales inútiles, como usar las hojas como moneda estando en un bosque o declarar guerras a continentes vacíos, Ford se da cuenta de que los mismos están acabando con los nativos, de tal forma que los dos compañeros llegan a la conclusión de que los golgafrinchanos acabaron finalmente con los habitantes de la tierra, y por ende estos son los ancestros de Arthur. Esta teoría dejaría también el experimento que realizaba la Tierra como incompleto desde millones de años antes, pero no parece ser verdadera debido a los indicios que se dan en las novelas anteriores y posteriores.
Y ahí esta Arthur Dent, millones de años antes de su nacimiento, en su propio mundo que ahora parece desconocer, con su amigo Ford Prefect y un grupo de inmigrantes que no pueden establecer una sociedad medio competente. Sí, así es la vida de Arthur Dent.

## Personajes
Arthur Dent
Arthur Dent, el protagonista de esta historia, es un hombre normal que vive en un pequeño pueblo en Inglaterra, ubicada en la Tierra. Arthur se ve envuelto en un universo que era totalmente desconocido para el, enfrentándose a aventuras de toda clase y peligros tanto absurdos como fatales en compañía de personajes muy singulares. Además, ha caído sobre él la tácita responsabilidad de hallar el sentido de la vida, el universo y todo lo demás.
Ford Prefect
Ford Prefect, singular individuo y amigo de Arthur Dent, no procede de otro lugar que no sea un planeta ubicado en el sistema de Betelgeuse. Habitante de la Tierra durante quince años debido a las obligaciones de su trabajo en la Guía del viajero intergaláctico, salva a su amigo Arthur del fatal destino de la Tierra, dándole a conocer el universo del que Ford disfruta tanto.
Zaphod Beeblebrox
Zaphod Beeblebrox, el expresidente de la galaxia y primo de Ford, no conoce por completo las razones que lo impulsan a hacer las locuras que definen su vida. Con sus dos cabezas, es el personaje más extrovertido y alocado de la saga, que lleva a sus compañeros por aventuras y lugares absurdos.
Tricia McMillan
Además de Arthur, otro terrestre logró abandonar el planeta meses antes de su destrucción. Se trata de Tricia McMillan, conocida en la galaxia como Trillian, una mujer guapa y esbelta que abandono la Tierra con Zaphod Beeblebrox, quien estaba de paso por ahí. Es una mujer de mente abierta, que se maravilla con el universo, a diferencia de Arthur, quien se queja por todo.
Marvin, el androide paranoide
Douglas Adams nos presenta a uno de sus personajes más complejos, singulares y cómicos que hay: un robot melancólico y miserable que menosprecia y critica su existencia. Marvin, el robot más inteligente de toda la galaxia, suelta sarcasmos crueles sobre las formas de vida, hace comentarios deprimentes y se podría decir que existe para quejarse de su vida. Sin duda alguna, es uno de los personajes más característicos del libro.
Eddie
Es el sistema de IA (inteligencia artificial) del Corazón de oro, que goza de rasgos optimistas y un buen sentido del humor, además de una increíble paciencia, pues no es que a los tripulantes de la nave les guste oír en medio del pánico y el caos una voz tan calmada y amena como la de Eddie, lo que los disgusta mucho.
Gag Halfrunt
Líder de un prominente grupo de psiquiatras, este personaje fue quien movió los hilos para la destrucción de la Tierra y quien convence al capitán Jeltz de capturar y destruir a la última prueba del experimento para el descubrimiento de la Pregunta definitiva. la razón que hay detrás de este comportamiento es el hecho de que si sus pacientes llegan a saber la respuesta del experimento, los psiquiatras se quedarían sin trabajo alguno. A su vez, Halfrunt también es el psiquiatra de Zaphod Beeblebrox.
Prostenic Vogon Jeltz
Los Vogones son personajes horrendos, carecen de cualquier tipo de belleza (tanto externa como interna) y son extremadamente sádicos y crueles. Pero este capitán Vogón... no es la excepción, es más, es el colmo de esta expresión. Sujeto Cruel, despiadado e inmisericorde, Jeltz demuestra ser detestable y un amante de la poesía Vogona, escribiéndola con el único fin de torturar a sus víctimas.
Roosta
Al igual que Ford, este hombre es un autoestopista que a su vez escribe artículos para la Guía. Este sujeto es excéntrico y carga con una rara toalla (objeto básico para los autoestopistas) que posee propiedades vitamínicas al chuparse, con sabores raros y uno que otro delicioso. Además, Roosta salva a Zaphod Beeblebrox de su muerte en los edificios de la Guía y le da a entender a donde lo llevan los cruceros de Ranestelar (al Vórtice de la perspectiva Total), y también le da las instrucciones de Zarniwoop.
Gargrabar
La mente carente de cuerpo que custodia el Vórtice de la Perspectiva Total y que contempla el momento en el que Zaphod Beeblebrox sale triunfante de este. Esta en pleito con su cuerpo, quien se quiere divorciar de él y tener otro nombre, el cual es Pizpot. Su tarea es guiar a los condenados directo al Vórtice por medio del sonido de su voz.
Zarniwoop
Trabaja en los edificios de la Guía y aparece como un sujeto importante en la mente de Zaphod Beeblebrox. Zarniwoop trabajaba con Zaphod, antes de que la memoria del último fuera bloqueada, para poder encontrar al verdadero gobernante del universo. Cuando se vuelven a encontrar los dos, Zarniwoop trata de convencerlo de seguir con el plan junto con el Corazón de oro y finalmente los lleva en su búsqueda. Es dejado solo en un planeta desconocido donde está el hombre que rige el universo. 
Garkbit
Es el camarero cínico e indiferente que atiende a Arthur y a sus amigos cuando llegan a Milliways.
Max Quordlepleen
Se podría decir que no hay mejor animador que él, en especial cuando se trata de anunciar el fin del universo conocido a cada hora, todos los días. Trabaja en el restaurante del fin del mundo y ha visto el final del universo alrededor de quinientas veces.
Hotblack Desiato
Es el representante, patrocinador y dueño del grupo más conocido de la galaxia, Zona catastrófica, quienes le han generado unas ganancias inimaginables. Lamentablemente, cuando Ford lo encuentra en Milliways, este esta inmóvil y al parecer muerto, lo cual es en parte cierto, pues el guardaespaldas del hombre le dice a este que el señor Desiato está pasando un año "muerto" por razones de impuestos.
Zona Catastrófica
Aunque nunca aparecen directamente en la historia, son el grupo de música más renombrado de la galaxia. De hecho, su música es tan fuerte y pesada que puede provocar desastres naturales y efectos nocivos en la salud, principalmente la muerte. Debido a esto el grupo toca sus instrumentos desde una nave fuera del planeta y los espectadores oyen la música desde búnkeres a kilómetros de distancia. También, debido a las demandas, el grupo debe tocar en zonas despobladas, por miedo a la destrucción de ciudades enteras, cosa que ya ha pasado.
Los Golgafrinchanos
Una nave compuesta de la indeseada clase media entera de un planeta choca después de años de viaje con la Tierra. Lleva consigo a la gente más inútil y poco apta para la supervivencia en un nuevo planeta, tales como un capitán enteramente entregado a los baños y al jabón, un oficial inadaptado adicto a las guerras (a pesar de que en un planeta casi vacío no puede hacer ninguna) y otras personas peores como estilistas, diseñadores y analistas de mercado.
El gobernante del universo
Un hombre solitario y astuto que vive en un planeta casi olvidado, a excepción de cuando cierta gente le va a hacer ciertas preguntas con respecto al universo. Un día, Zarniwoop lo va a entrevistar con respecto a su oficio, pero el hombre es muy listo y logra eludir las preguntas que Zarniwoop le hace con impaciencia.

## Lugares
Corazón de oro
La nave más rápida de todo el universo, conducida por el sistema de improbabilidad, y que ha sido robada por el alocado Zaphod Beeblebrox para poder hallar Magrathea. La nave trae a su vez un sistema de bebidas de la compañía cibernética Sirius que se acopla al gusto de la gente (mas en realidad siempre suelta la misma bebida insípida); Eddie, la IA (inteligencia artificial) de la nave y Marvin, el androide cínico y deprimente.
Milliways
Situado en el final de los tiempos, es el restaurante más conocido y famoso de toda la galaxia en todos los tiempos. Con una buena comida y con la compañía adecuada se puede disfrutar del espectáculo único que ofrece este lugar: permite a toda su clientela presenciar el colapso final del universo, que se repite gracias a un mecanismo temporal que retrasa el restaurante en el tiempo entre sesiones, para poder presentar esta función indefinidamente. Comer en Milliways no resulta costoso ni difícil, más si es un verdadero complique llegar hasta el lugar.
Osa Menor Beta
Un planeta singular donde nunca anochece, y por ello los bares nocturnos están en la quiebra. En este lugar reside el edificio del libro más importante de toda la galaxia, la Guía, y esto ha aumentado su reputación, sumándose a los hermosos parajes del planeta y a lo exótica que resulta la vida allá.
La Tierra
El planeta natal de Arthur Dent no es lo que se imaginaba. Después de ser destruido en el principio de la novela, posteriormente se revela que la Tierra no es nada más que una supercomputadora construida con el sencillo propósito de descubrir la Pregunta definitiva, mas fue destruida minutos antes de cumplir su cometido, dejando como último vestigio a su sobreviviente, Arthur Dent. En esta novela, es el escenario final donde Arthur y Ford quedan perdidos millones de años antes de su tiempo.
Ranestelar A, B y C
Mientras Ranestelar A resulta ser un planeta ameno y empeñado, evolucionado y desarrollado, Ranestelar B es de los peores lugares de la galaxia. Un planeta con un terrible pasado y que ahora es el planeta que alberga el Vórtice de la Perspectiva Total, el aparato de tortura más temido por los fugitivos estelares. Al final de los tiempos, cuando el universo está a punto de desaparecer, los restos de Ranestelar B son usados como base para construir Milliways, el restaurante del fin del mundo. Ranestelar C, por su parte, es el hogar de Gargrabar, un personaje que se encuentra en Ranestelar C.
Golgafrinchan
Un planeta como cualquier otro, que un día tuvo la brillante idea de deshacerse de toda la clase media de su sociedad que resultaba intensamente molesta. Con una gran mentira, los mandaron al espacio, pero el pueblo de Golgafrinchan pereció al poco tiempo en consecuencia de sus actos.

## Razas y especies
Humanos
De la raza humana como tal solo quedan dos sobrevivientes, que son Tricia McMillan y Arthur Dent. Debido a que la Tierra se vio siempre privada de la tecnología y el contacto interplanetario, estos dos viven asombrados y maravillados de las cosas que la galaxia tiene para ofrecerles.
Humanoides
Los humanoides son especies similares a la humana en cuanto a las características físicas, en el caso de este libro se puede encontrar ejemplos como parte del personal de Milliways, también a Hotblck Desiato y Zarniwoop, además de los Golgafrinchanos, aunque estos representan a su vez una raza distinta. Además, hay indicios de que las personas de Ranestelar B eran una especie humanoide.
Vogones
Los Vogones son criaturas horrendas en todo sentido, amargados y crueles. Se especula que pueden ser así debido a que la evolución desistió con ellos y los dejó como los repugnantes seres que son. Los Vogones no tienen tacto y evitan la interacción social, además de dedicarse a la demolición de planetas, trabajo que obviamente les encanta.
Golgafrinchanos
Lo único que queda de esta raza es la clase media de su sociedad, personajes como estilistas, productores mediocres de cine, analistas de mercado y limpiadores de teléfono. Los vestigios de esta raza que vagó por el espacio durante mucho tiempo antes de chocar con la Tierra, donde supuestamente destruyeron su vida nativa, arruinando el experimento desde el principio, cosa poco probable. No hace falta mencionar la incapacidad de estos seres para vivir en un nuevo entorno como su nuevo planeta.
Betelgeusianos
Son solo dos, o sea Zaphod y Ford, que en realidad provienen de planetas distintos del mismo sistema. a lo largo de toda la saga, estos son los únicos dos que se encuentran, descontando sus alusiones al pasado.